# Браница
Браница е село в Южна България. То се намира в община Харманли, област Хасково.

## Традиционни събития
Традиционният панаир на селото се провежда първата седмица на месец ноември.